# Ordovicien inférieur
Stratigraphie
Furongien Ordovicien moyen
Cambrien
L'Ordovicien inférieur est la plus ancienne des trois époques de l'Ordovicien, s’étendant de 485,4 ± 1,9 à 470,0 ± 1,4 million d’années. Il est suivi par l'Ordovicien moyen et précédé par la dernière époque du Cambrien, le Furongien.

## Subdivisions
L'Ordovicien inférieur est subdivisé en deux étages géologiques, le Floien et le Trémadocien.
| Floien      | (477,7 ± 1,4 à 470,0 ± 1,4 Ma) |
| Trémadocien | (485,4 ± 1,9 à 477,7 ± 1,4 Ma) |

## Sources et références
- Cet article est partiellement ou en totalité issu de l'article intitulé « Ordovicien » (voir la liste des auteurs).

1. ↑  (en) [PDF] « International chronostratigraphic chart (2012) », sur stratigraphy.org.
2. ↑  Gradstein et al. 2012